# Resolutie 1765 Veiligheidsraad Verenigde Naties
Resolutie 1765 van de Veiligheidsraad van de Verenigde Naties werd unaniem aangenomen
door de VN-Veiligheidsraad op 16 juli 2007 en verlengde
de mandaten van de vredesmacht in Ivoorkust en de Franse troepen die die vredesmacht
ondersteunden met een half jaar.

## Achtergrond
In 2002 brak in Ivoorkust een burgeroorlog uit tussen de regering in het christelijke zuiden en rebellen in het islamitische noorden van het land. In 2003 leidden onderhandelingen tot de vorming van een regering van nationale eenheid en waren er Franse en VN-troepen aanwezig. In 2004 zegden de rebellen hun vertrouwen in de regering op en namen opnieuw de wapens op. Op 6 november kwamen bij Ivoriaanse luchtaanvallen op de rebellen ook 9 Franse vredeshandhavers om. Nog die dag vernietigden de Fransen de gehele
Ivoriaanse luchtmacht, waarna ongeregeldheden uitbraken in de hoofdstad Abidjan.

## Inhoud

### Waarnemingen
Op 4 maart 2007 waren president Laurent Gbagbo van Ivoorkust en rebellenleider Guillaume Soro tot een politiek akkoord gekomen en was Soro aangesteld als eerste minister.
De Veiligheidsraad herhaalde haar veroordeling van alle pogingen om het vredesproces in het land met geweld te verstoren; en vooral de aanslag op premier Soro in Bouaké op 29 juni.

### Handelingen
De Veiligheidsraad verlengde de mandaten van de UNOCI-vredesmacht in Ivoorkust en de ondersteunende Franse troepen tot 15 januari 2008 om de organisatie van verkiezingen te ondersteunen.
Men stemde ook in met de aanbeveling van de secretaris-generaal om de rol van UNOCI aan te passen zoals was voorzien in het politiek akkoord.
Voorts beëindigde de Veiligheidsraad het mandaat van de Hoge Vertegenwoordiger voor de verkiezingen in Ivoorkust. De Speciale Vertegenwoordiger van de Secretaris-Generaal zou gaan toezien of de verkiezingen correct verliepen.

## Verwante resoluties
- Resolutie 1761 Veiligheidsraad Verenigde Naties
- Resolutie 1763 Veiligheidsraad Verenigde Naties
- Resolutie 1782 Veiligheidsraad Verenigde Naties
- Resolutie 1795 Veiligheidsraad Verenigde Naties (2008)

Lijst ·  1739 ·  1740 ·  1741 ·  1742 ·  1743 ·  1744 ·  1745 ·  1746 ·  1747 ·  1748 ·  1749 ·  1750 ·  1751 ·  1752 ·  1753 ·  1754 ·  1755 ·  1756 ·  1757 ·  1758 ·  1759 ·  1760 ·  1761 ·  1762 ·  1763 ·  1764 ·  1765 ·  1766 ·  1767 ·  1768 ·  1769 ·  1770 ·  1771 ·  1772 ·  1773 ·  1774 ·  1775 ·  1776 ·  1777 ·  1778 ·  1779 ·  1780 ·  1781 ·  1782 ·  1783 ·  1784 ·  1785 ·  1786 ·  1787 ·  1788 ·  1789 ·  1790 ·  1791 ·  1792 ·  1793 ·  1794